# Upplands runinskrifter 839
Upplands runinskrifter 839 står på norra sidan landsvägen mellan Nysätra kyrka och Torstuna kyrka ca 1 km öster om Ryda kungsgård. På andra sidan Örsundaån, som flyter bara några hundra meter söder om runstenens nuvarande plats, ligger Långtora flygfält. Den väl bevarade och tydliga inskriften följer en invecklad runslinga som saknar ett rundjurs kännetecken som huvud eller svans. Det finns inte heller ett kors på runstenen.
Ödgärd är ett ovanligt kvinnonamn och omnämns enbart på en annan svensk runsten, U 821. Stenarna ligger relativt nära varandra geografiskt och det faktumet samt namnets ovanlighet gör att det är möjligt att det är samma kvinna som avses.

## Inskriften

### Inskriften i runor
ᚼᛅᛘᚢᚾᛏᛁ᛫ᛅᚢᚴ᛫ᛅᚢᚦᚴᛂᚱ᛫ᛚᛁᛏᚢ᛫ᚱᛅᛁᛋᛅ᛫ᛋᛏᛁᚾ᛫ᚦᛁᚾᛅ᛫ᛂᚠᛏᛦ᛫ᛅᚾᚢᚾᛏ᛫ᛋᚢᚾᛋᛁᚾ᛫ᛅᚢᚴ᛫ᛒᚱᚢ᛫ᚵᛁᛅᚱᛅ
Translitterering av runraden:
· hamunti · auk · auþker · litu · raisa · stin · þina · eftʀ · anunt · sun sin · auk · bru · giara
Normalisering till runsvenska:
Amundi ok Auðgærðr letu ræisa stæin þenna æftiʀ Anund, sun sinn, ok bro gæra.
Översättning till nusvenska:
Amunde och Ödgärd läto resa denna sten efter Anund, sin son, och göra bro."

## Historia
Runstenen är osignerad men inskriften tillskrivs runristaren Torgöt Fotsarvi.
Den på runstenen omnämnda bron har inte upphittats. Stenen har tidigare funnits vid ett närliggande gravfält och flyttats ca 150 m åt sydöst till sin nuvarande plats vid vägkanten.